# 吕索 (罗斯托克县)
吕索是德国梅克伦堡-前波美拉尼亚州的一个市镇。总面积16.72平方公里，总人口901人，其中男性461人，女性440人（2011年12月31日），人口密度54人/平方公里。